# Historia de las banderas de México

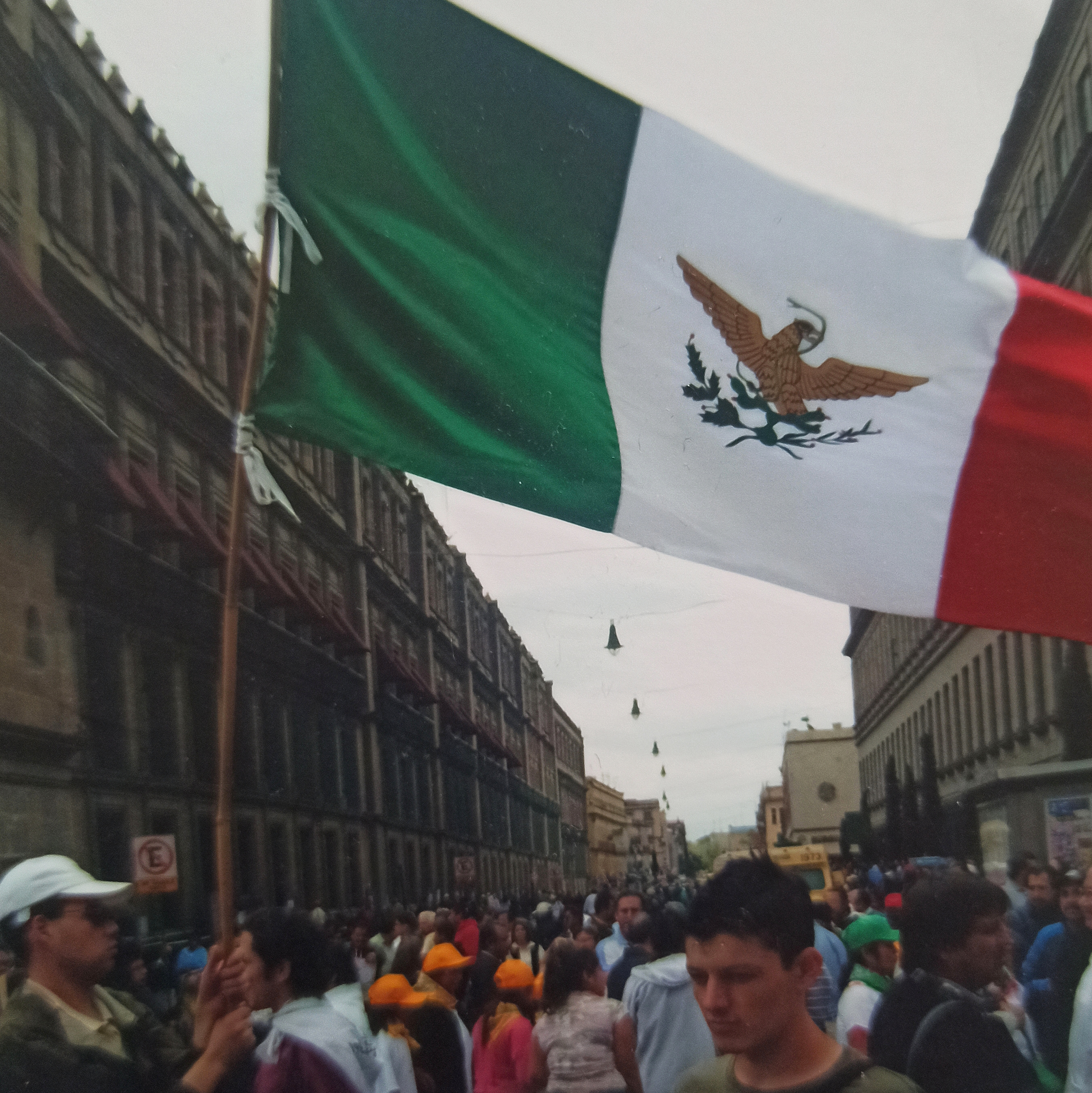
Bandera Juarista de México.

La historia de las banderas de México comenzó antes de la conquista española del Imperio Mexica, con los abanderados mexicas. Las franjas tricolores datan de 1821. El verde representa la esperanza y la victoria, el blanco la pureza de los ideales mexicanos y el rojo la sangre derramada por los mártires de la nación. La bandera actual de México fue adoptada en 1968.

## Época Prehispánica

Topoglifo de la ciudad de México-Tenochtitlan, del Codex Telleriano Remensis.

Los señoríos o Altépetl prehispánicos no tenían el concepto de bandera como hoy se entiende, pero usaban símbolos plasmados en banderolas, estandartes o paños de colores, para identificar la pertenencia a una localidad, familia o región; por ejemplo los «pochtecas», comerciantes originarios de México-Tenochtitlan, solían realizar sus recorridos acompañados de una insignia en la que señalaban su ciudad, con un símbolo de tierra del cual nacía un nopal con fruto; mientras los mexicas de México-Tlatelolco lo hacían con una especie de medio círculo con puntos; y las tropas en tiempos de Moctezuma Ilhuicamina utilizaban estandartes con insignias, donde se representaba el barrio y tipo de arma utilizado, estos estaban hechos de plumas, oro y piedras preciosas.

## Conquista y época colonial

Bandera virreinal con la Cruz de Borgoña.

Bandera general del Imperio Español usada entre 1785 a 1873 y de 1875 a 1931.

Los jefes militares españoles solían encabezar sus expediciones con un estandarte distintivo; en el caso del conquistador de Tenochtitlan, Hernán Cortés, este empleó como emblema uno que contenía una pintura al óleo de la virgen María en su advocación de la inmaculada concepción, pero con la representación que se le daba en el monasterio de Guadalupe en Extremadura. Si bien nunca fue oficial como símbolo de los territorios recién conquistados, se le relacionó con este acontecimiento, por el uso dado durante los primeros años en la festividad de San Hipólito cada 13 de agosto, coincidiendo con la caída de la capital mexica; la presencia del estandarte magnificaba el evento que dio inicio a la época colonial y por ello adquirió cierta notoriedad histórica.   
A partir de 1529 comenzó a usarse como símbolo de la Nueva España, el primer antecedente de una bandera representativa de lo que actualmente sería México: un paño blanco con la cruz de Borgoña en cuyos extremos tenía el escudo de armas de la Ciudad de México concedido en 1523. Aunque esta bandera, con cualquier otro escudo, era también usado en cualquier parte de los territorios españoles desde 1506. 
En Europa, la concepción misma de las banderas, alcanzaba únicamente la representatividad individual o grupal, y no la nacional, en buena medida porque el propio concepto de «Estado Nación» no se creó hasta después de la Paz de Westfalia en 1648. Las banderas eran más que símbolos nacionales, herramientas prácticas para identificar casas reales, embarcaciones, linajes, secciones militares, regiones y ciudades. El Imperio Español, no adoptaría una bandera colectiva para todo su territorio hasta 1785, cuando al pabellón naval se le dio connotación de bandera imperial, aunque su uso solo era extendido en la metrópoli, pues en el caso de la Nueva España, los escudos de ciudades y provincias tenían mayor aceptación y uso práctico, aunque nunca se usaron en banderas, pero si en pendones y estandartes.

## Guerra de Independencia

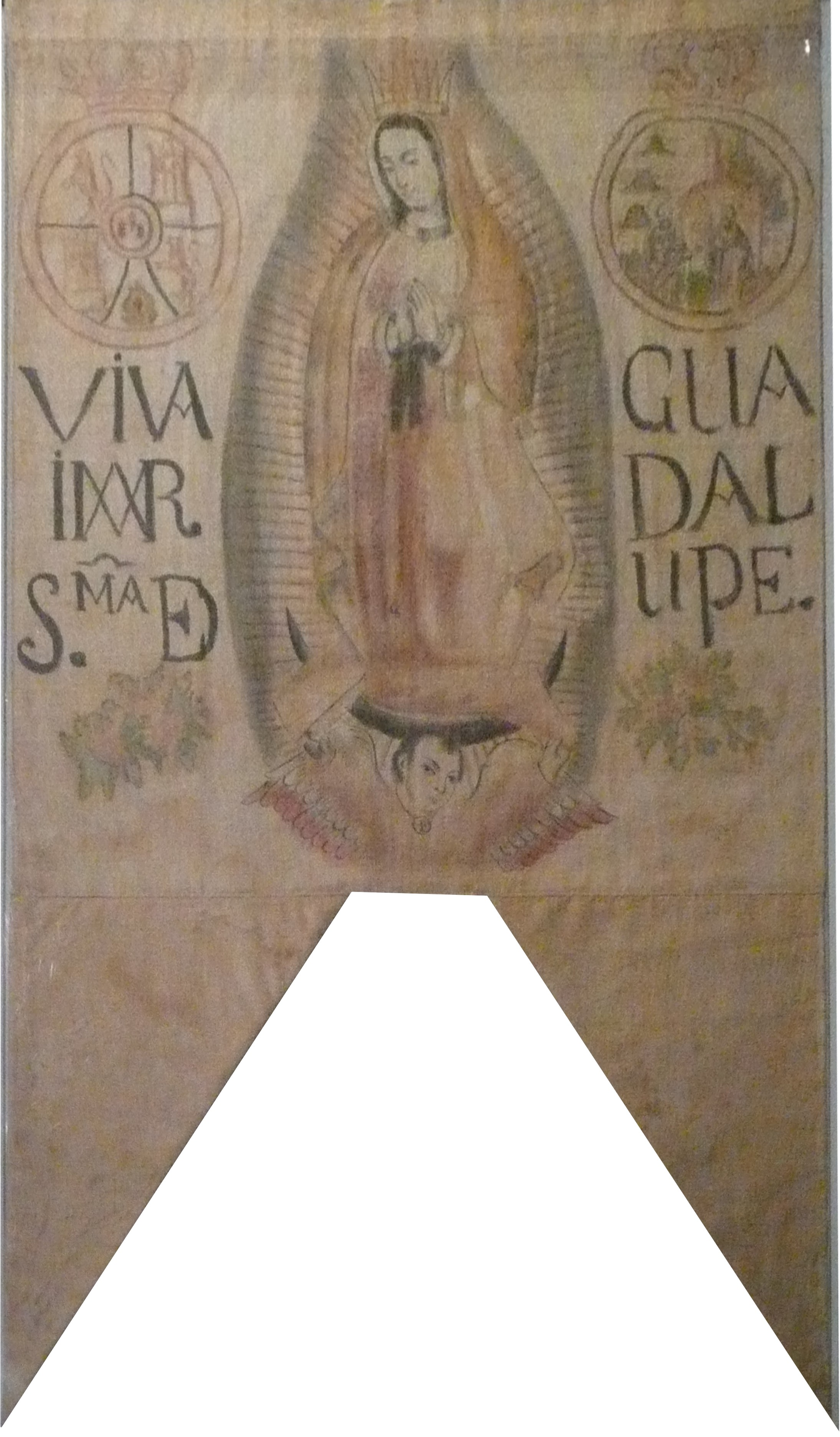
Llamado formalmente «Blasón de Hidalgo», pero oficialmente se reconoce que fue un estandarte más de las fuerzas insurgentes, no es el estandarte de Hidalgo. (Museo Nacional de Historia).

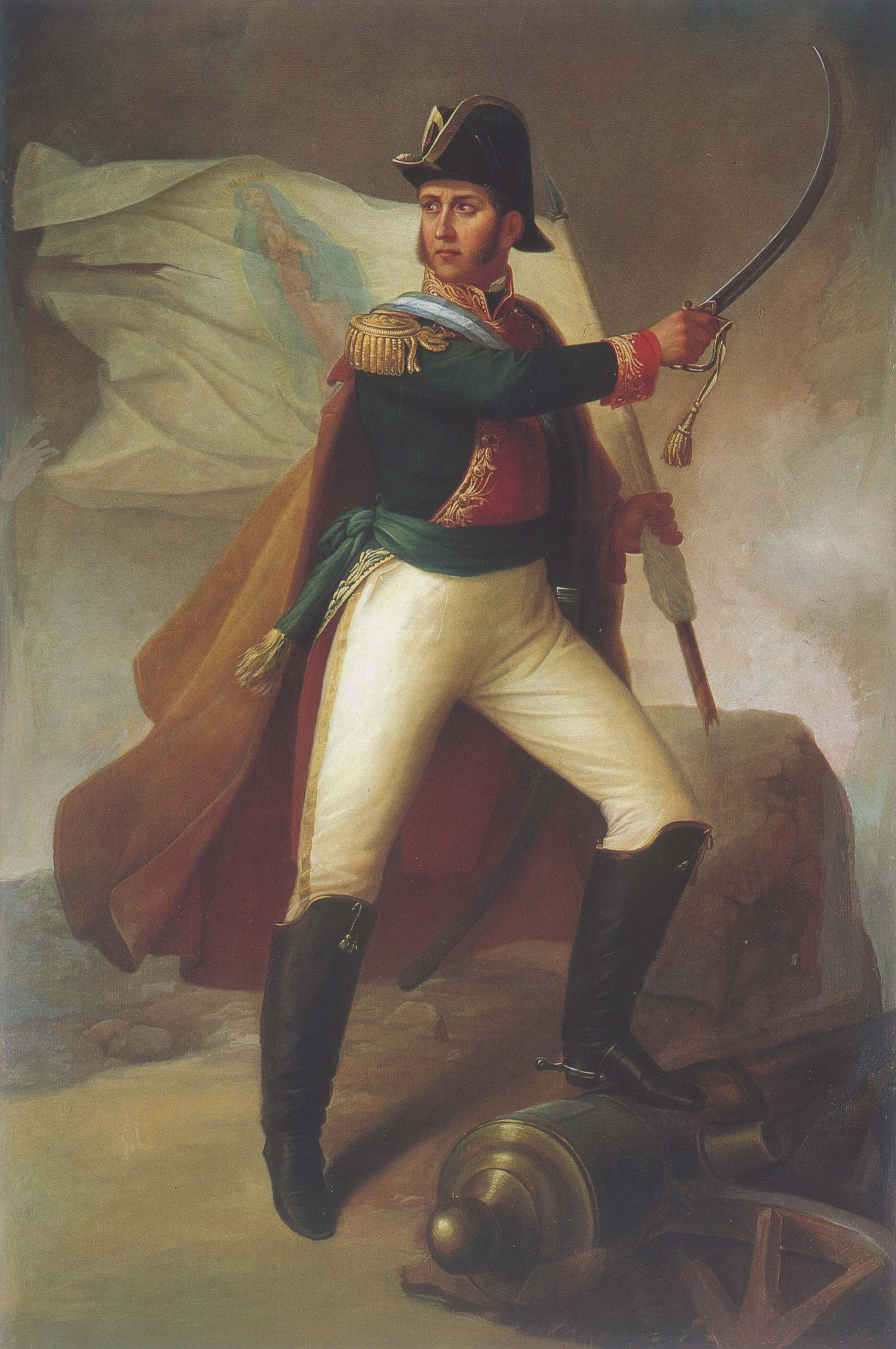
Retrato póstumo de Ignacio Allende portando una de sus banderas, retrato por Ramón Pérez Guevara,.

Bandera nacional de guerra del Congreso de Anáhuac (1815).

Durante la guerra de Independencia contra España y antes de la adopción de la primera bandera propiamente nacional, otras banderas o estandartes fueron usados, algunas de ellas tuvieron gran influencia en el movimiento y en el diseño de la primera bandera.
Los estandartes, como se mencionó en el caso de Cortés, eran el distintivo de los líderes militares, y en función de su trascendencia podían convertirse en símbolos de movimientos. La historiografía mexicana sitúa uno de estas insignias como la primera «bandera» representativa (de lo que posteriormente sería México); El 16 de septiembre de 1810, después de dar el Grito de Dolores, Miguel Hidalgo y Costilla se dirigió al poblado de Atotonilco, ahí tomó del atrio de la parroquia una enseña con una pintura al óleo de la Virgen de Guadalupe, pintado por Andrés López en 1805. La acción constituyó un gesto simbólico muy determinante, pues Hidalgo pretendia enarborlar la causa insurgente, apelando al sentimiento de identidad religiosa de todos los grupos sociales novohispanos que se unieron a su lucha, en virtud de que el culto guadalupano era el máximo punto de cohesión de entre peninsulares, criollos, mestizos, afrodescendientes e indígenas; de acuerdo a las crónicas de la época, Hidalgo mandó hacer la siguiente inscripción al estandarte:

Viva la Religión, viva Nuestra Madre Santísima de Guadalupe, Viva Fernando VII, Viva La América y muera el mal gobierno.

El 7 de noviembre de 1810, luego de la derrota insurgente en la Batalla de Aculco, el estandarte fue confiscado  por Félix María Calleja y enviado al virrey Francisco Xavier Venegas. Sin embargo, de acuerdo al historiador Jacinto Barrera Bassols en su obra «Pesquisa sobre un estandarte. Historia de una pieza de museo» de 1995, la existencia de dicho estandarte tiene su mención más antigua en las acusaciones del arzobispo de Michoacán Manuel Abad y Queipo, durante el juicio de excomunión a Hidalgo, que fue acusado por el jerarca religioso de «fautoría» (hacer uso indebido de símbolos religiosos). No obstante, si bien se reconoce la veracidad del evento histórico de Atotonilco y el uso de una imagen de la virgen de Guadalupe por las tropas, no habrían sido los líderes insurgentes quienes lo usaron, ni habrían existido tales inscripciones.
Del estandarte confiscado en Aculco no se tiene una completa seguridad de su destino; de hecho, de la pieza resguardada en el Museo Nacional de Historia no está plenamente verificada que, la tomada por Hidalgo en Atotonilco, y la capturada por Calleja, sean la misma. Esta misma pieza tiene como mayor dato de respaldo, una leyenda inscrita en años posteriores que indica ser la original utilizada por Hidalgo. Las dudas son mayores, entre otras cosas, debido a que durante toda la lucha armada por la independencia no fue extraño que las diferentes tropas insurgentes tomaran estandartes de «Nuestra Señora de Guadalupe» para llevar al combate, por lo cual a estos se les tomaron como botín de guerra muchas más banderas con la imagen religiosa, por ejemplo a la semana de ser tomado prisionero Hidalgo en Acatita de Baján el 21 de marzo de 1811, a su sobrino Tomás Ortiz y a un tal Julián Rodríguez les fueron confiscadas muchas banderas y estandartes de Nuestra Señora de Guadalupe, incluso en 1817 durante la batalla del Cerro de Cóporo las tropas insurgentes al mando de Nicolás Bravo usaban como distintivo una bandera con la imagen de Nuestra Señora de Guadalupe.
De todas esas banderas actualmente se conservan dos piezas en el Museo Nacional de Historia, que si bien se han identificado como participantes de las luchas de la independencia no se relacionan completamente con el cura Miguel Hidalgo y Costilla, de estos dos, el más conocido y exhibido, además de tener a Nuestra Señora de Guadalupe, tiene al frente dos escudos coronados uno que se identifica de inmediato como perteneciente a la Monarquía Española y el otro a la Provincia Franciscana de San Pedro y San Pablo de Michoacán, además de las palabras y abreviaturas que significan ¡Viva la Virgen María Señora de Guadalupe!, lo cual sea dicho de paso es una de las razones para dudar de que sea el estandarte que tomo Hidalgo en Atotonilco ya que faltarían las vivas dichas antes.
Aún menos conocida por la insuficiencia en las fuentes escritas y por la poca trascendencia que alcanzó, está la bandera del «Batallón de la Muerte», una agrupación militar enviada por Ignacio López Rayón en la segunda mitad de 1811 para enfrentar a Félix Calleja en las inmediaciones de Zitacuaro. Su bandera consistía en un paño rectangular dividido por una cruz negra en cuatro rectángulos menores de color rojo; una segunda cruz dentro de la principal se hallaba formada por un cráneo al centro y cuatro huesos de extremidad a cada ángulo; está recibía el nombre de «Doliente de Hidalgo» en alusión a una profecía bíblica respecto a un sacrifico que antecedía una nueva realidad.
Las primeras banderas hechas explícitamente para la guerra fueron dos idénticas, mandadas a hacer por Ignacio Allende y posiblemente Juan Aldama e incluso Hidalgo; fueron realizadas antes del inicio de la guerra, este par de banderas o estandartes para tremolar, tienen dos frentes, el principal con la imagen coronada de Nuestra Señora de Guadalupe como símbolo de la cruzada religiosa que llevaban los insurgentes contra los franceses laicos y sobre todo protestantes, que en ese momento dominaban a España y su rey Fernando VII (le apodaban «el Deseado»); y por el lado contrario un muy distinguible escudo cuyo centro tiene un «águila mexicana» (formada por águila real y una serpiente), estas banderas gemelas fueron olvidadas ya que fueron capturadas por los realistas en 1811 y enviadas a España donde estuvieron hasta el año de 2010 como trofeo de guerra, cuando fueron devueltas en un intercambio de banderas prisioneras por decirlo de algún modo. Esta bandera por ese motivo es la primera con una versión del escudo nacional.
Posteriormente y habiendo caído la responsabilidad de la dirigencia del movimiento insurgente en Ignacio López Rayón, este organizó el considerado primer gobierno del México independiente, la llamada Suprema Junta Nacional Americana o Suprema Junta Gubernativa de América, gobierno que formalmente dio a conocer el primer escudo y sello oficial del nuevo país, en forma efectiva solo gobernó las zonas controladas por los insurgentes y entre los años 1811 a 1813, luego este gobierno luego dio paso al gobierno fundador del Congreso de Anáhuac quien dio el mando de las fuerzas insurgentes a José María Morelos y emitió dos decretos para la creación de la bandera y el escudo, así como el sello nacional, el día 14 de julio de 1815, donde además ya se nombra a la nación como «México».
En el decreto referente a la bandera menciona que «El Supremo Congreso Mexicano ha resuelto establecer en la forma siguiente las banderas nacionales con que deberá anunciarse, así en mar como en tierra, la guerra, la paz y el comercio», indicando luego la forma de tres banderas como a continuación se lee:
Bandera nacional de guerra

Bandera nacional de guerra. Un paño de longitud y latitud usadas por las demás naciones, que presente un tablero de cuadros blancos y azul celeste. Se colocarán en el centro y dentro de un óvalo blanco en campo de plata, las armas establecidas y delineadas para el gran sello de la nación en decreto de la misma fecha, sin alteración ni mudanza alguna; y guarnecerá toda la extremidad del paño que forma la bandera una orla encarnada de seis pulgadas de ancho.

Bandera parlamentaria

Bandera parlamentaria. Un paño blanco de las mismas medidas que el antecedente guarnecido por la extremidad con una orla azul celeste de seis pulgadas de ancho y un ramo de oliva al través de una espada colocada en el centro, unidos ambos bajo el punto del contacto con una corona de laurel.

Bandera de comercio

Bandera de comercio. Un paño azul celeste de las dimensiones anteriores, Orlando de blanco, de seis pulgadas de latitud, y colocada en el centro de una cruz blanca. Los gallardetes de los mismos colores que las banderas.

De estas la primera se considera como la nacional y de uso general. Como distintivo de su persona el generalísimo José María Morelos usó otra bandera con la imagen de la Virgen, a la que agregó una insignia de azul y blanco con un águila coronada sobre un cactus, además de un puente de tres arcos con las letras «V. V. M.» que significaban «Viva la Virgen María», escudo que estaba inspirado en el escudo oficial del gobierno. Además otros componentes de los ejércitos insurgentes como fueron los corsarios, usaron también una bandera con los colores blanco, azul y rojo en franjas verticales. El primer empleo oficial de los colores actuales (verde, blanco y rojo) solo se dio en la bandera del ejército unificado de Las Tres Garantías que comandaba Agustín de Iturbide.
Fuera de las banderas oficiales se sabe que el gobierno insurgente uso otras varias banderas en forma oficial, entre ellas una blanca que lleva una Cruz de Borgoña de color azul celeste que junto a un estandarte Guadalupano sirvió para llevar a cabo los juramentos y reuniones de la Suprema Junta Nacional Americana o Suprema Junta Gubernativa de América, esa bandera es parte de los trofeos de guerra que guardaba el Museo del Ejército de España hasta 2010, cuando con con motivo del bicentenario se regresaron al país. 
Durante la guerra, las llamadas fuerzas insurgentes no siempre estuvieron en contra de que Fernando VII fuera su gobernante, por eso no era inusual que usaran banderas con la cruz de Borgoña como su enseña. 
Adicionalmente están las llamadas banderas tricolores, que usaron una combinación muy familiar de colores, en la forma y orden hoy conocido, un ejemplo de eso es la llamada bandera Siera usada por fuerzas de Nicolás Bravo, quien usaba, como se dijo antes, una enseña con la imagen de la Virgen de Guadalupe como símbolo de toda su tropa. 
De esas primeras banderas tricolores destaca la llamada bandera veterana del Batallón Patria, este batallón fue organizado por el insurgente Valeriano Trujano en 1810 y combatió hasta 1847 en Chapultepec, esta bandera se distingue por ser la primera que combina un escudo con un águila mexicana y los tres colores.
Las fuentes historiográficas consideran a esta la primera bandera nacional oficial, la «Bandera Trigarante», de las Tres Garantías o del Ejército Trigarante; fue en realidad la enseña de las fuerzas armadas realistas e insurgentes que se unieron bajo el llamado Plan de Iguala el 24 de febrero de 1821. Su diseño fue obra de Agustín de Iturbide y confeccionada en Iguala por el sastre José Magdaleno Ocampo, en las mismas fechas que se elaboró el documento independentista. La bandera fue ideada por Iturbide atendiendo al símbolo de aquellos postulados que esperaba, fueran las garantías para un punto de cohesión de los bandos antagonistas desde 1810; estos eran la religión católica, la independencia respecto a España y la unión entre los distintos grupos sociales novohispanos. Si bien no existe un documento de la época que asigne un color distintivo a cada garantía, tanto fuentes posteriores como contemporáneas respaldan la narrativa tradicional de verde por la independencia, blanco a la religión, y rojo a la unión.
Esta bandera que aún se conserva, es cuadrada y se forma por tres franjas de igual grosor que la cruzan diagonalmente, cada franja tiene un color y se ordenan de izquierda a derecha y abajo hacia arriba de la forma siguiente, el blanco, verde y rojo, con una estrella de seis picos cada una de los colores verde, rojo y blanco en las franjas ya indicadas, al centro tiene un óvalo de color blanco con una corona imperial a cuyo alrededor se pueden leer las palabras, «RELIGIÓN, YNDEPEND, UNIÓN, REGIMIENTO YNFANTERIA» (sic). 
Una segunda versión de esta bandera se compone de tres franjas diagonales, ordenadas de izquierda a derecha en blanco, verde y rojo, con estrellas doradas al centro de cada sección, sin inscripciones y corona. Ambos emblemas encabezaron la entrada del ejército trigarante a la Ciudad de México el 27 de septiembre de 1821; aunque ninguno de los dos modelos permaneció como bandera luego de la independencia, una variación de la segunda, es actualmente parte de los emblemas navales de Armada de México.

## Primer Imperio Mexicano

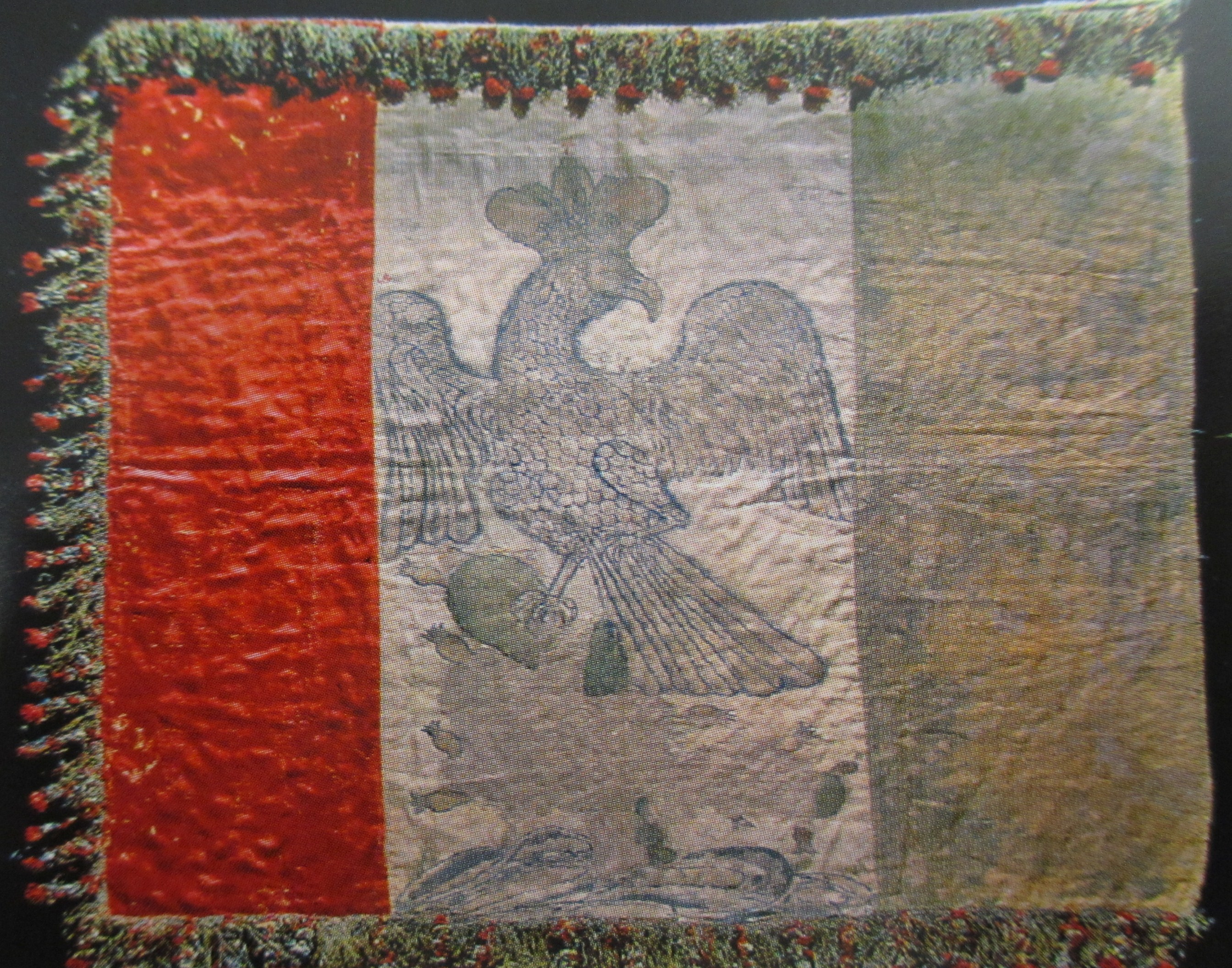
Bandera con la que se juró el Imperio mexicano de Iturbide en San Juan Bautista (hoy Villahermosa) en el estado de Tabasco, México, en 1822. Museo Nacional de Historia.

El 2 de noviembre de 1821 la Junta Provisional Gubernativa emitió la ordenanza número 254 titulada «Se designa el escudo de armas del Imperio, y los colores de su pabellón», que declaraba:

Enterada la soberana junta provisional gubernativa de este imperio, de lo que expuso V. E. de orden de la regencia con fechas 6 y 16 del inmediato Octubre, manifestando la necesidad de determinar el escudo de armas imperiales, y los sellos que deben servir para la autenticidad de ciertos papeles, y la que hay también de fijar el pabellón nacional, ha resuelto lo primero: que las armas del imperio para toda clase de sellos, sea solamente el nopal nacido de una peña que sale de la laguna, y sobre él parada, en el pié izquierdo, una águila con corona imperial. Lo segundo: que el pabellón nacional y banderas del ejército deberán ser tricolores, adoptándose perpetuamente los colores verde, blanco y encarnado en fajas verticales, y dibujándose en la blanca una águila coronada; todo en la forma que presenta el adjunto diseño.

La mención a las fechas del mes anterior da cuenta del debate interno en la Junta acerca de los símbolos que darían oficialidad al gobierno del nuevo país; el órgano colegiado nombró en comisión a Manuel Sota Riva, Francisco Manuel Sánchez de Tagle, Pedro José Romero de Terreros para encargarse del diseño de las insignias imperiales. Esta comisión escuchó diversas propuestas, siendo la del propio Iturbide la que mayor aceptación logró: colocar las franjas diagonales del blasón trigarante en posición vertical, todas del mismo tamaño; reubicar los colores en orden verde, blanco y rojo; y colocar en el franja blanca el símbolo del mito fundacional de Tenochtitlan, que había adquirido un alto grado de popularidad y representatividad en los 300 años de dominio colonial. El diseño estaba inspirado en varias de las interpretaciones surgidas en el periodo virreinal, por lo que no se ajustaba del todo a las representaciones más antiguas, era sencillamente un águila coronada con las alas abiertas, posada sobre un nopal en un islote surgido de un lago. El 7 de enero de 1822 se emitió el decreto definitivo de las «características del Escudo y Sello nacional», además de las características de la primera bandera que serviría en el Primer Imperio Mexicano.
Aunque el escudo es similar al utilizado hoy en día, el escudo de 1822 no tiene una serpiente en su pico y presenta además una corona, que representa el imperio, otra característica de esa bandera era su forma cuadrada más que alargada como luego se adoptaría. Algunas variantes de esta bandera, que aparecieron en este periodo, incluyen la bandera naval con el patrón tricolor, pero solo con el águila con la corona en la cabeza. Dejó de usarse luego de la abolición del imperio.

## Repúblicas federal y centralista

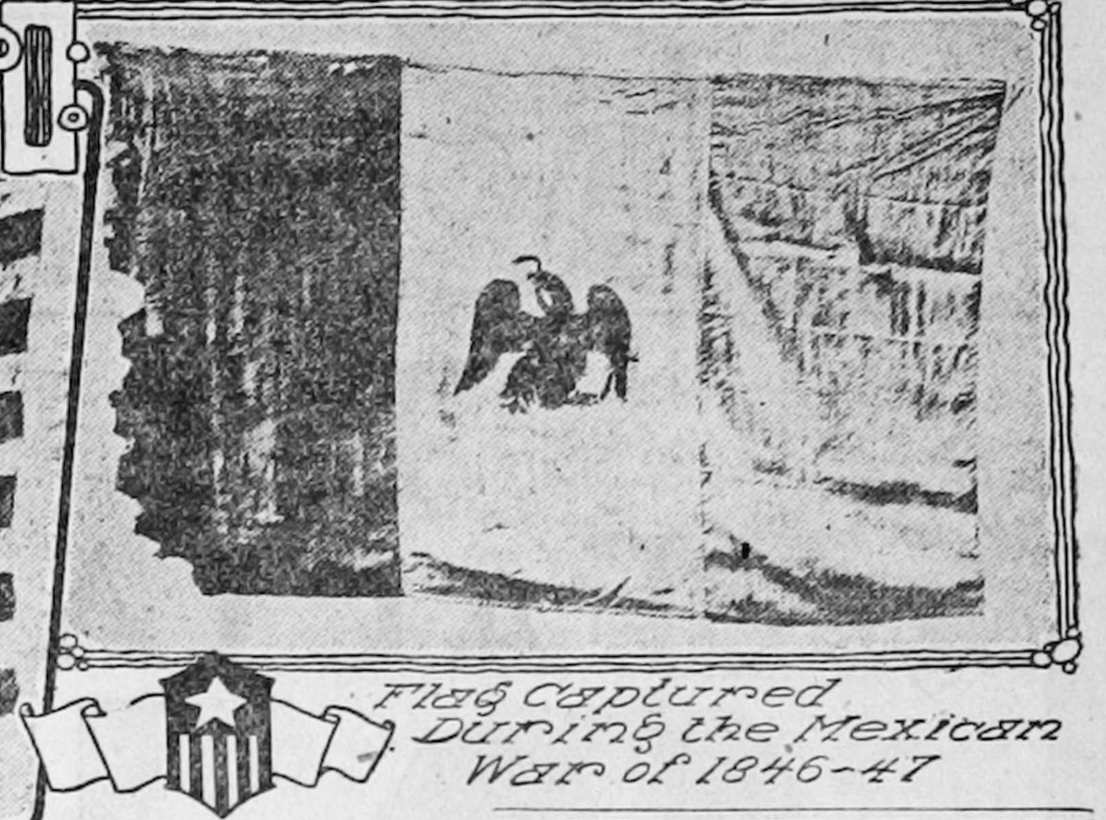
Bandera de México capturada durante la invasión estadounidense de 1847.

El 10 de abril de 1823, en virtud de ya estar establecida la república, el secretario del interior José Ignacio García, solicitó al Congreso Constituyente modificar los símbolos nacionales por no ser acordes al sistema republicano; se formó una comisión integrada por Fray Servando Teresa de Mier, Juan Orbegozo y Manuel Montes y Arguelles; aunque los órganos republicanos que sustituyeron a los monárquicos, tenían la convicción de eliminar todo registro de la existencia del Imperio, en el caso de la bandera y el escudo, se encontraron con la enorme popularidad de la enseña y la urgencia de elaborar un sello oficial que no variara de manera absoluta. Sin embargo de forma inicial, la comisión había propuesto reinstalar la bandera del Congreso de Anáhuac; sin embargo, diputados cercanos a Iturbide, convencieron al pleno legislativo del simbolismo en los colores de las «Tres Garantías», que daban cuenta de la importancia de la consumación de la independencia, en detrimento de la enseña del gobierno insurgente de José María Morelos, que había caído en su misión independentista. 
Por ello la determinación del congreso fue realizar ligeros ajustes únicamente al escudo, preservando el diseño básico de la bandera con las franjas y colores del modelo ideado por Iturbide. El nuevo esbozo del escudo, elaborado por el grabador José Mariano Torreblanca, suprimía la corona de la cabeza del águila, pero agregaba una culebra, un ramo de encino y otro de laurel, como signo de la república y cuya tradición que aún se conserva en la bandera actual, esta insignia fue oficializada por decreto del Congreso Constituyente el 14 de abril de 1823.

Decreto. Escudo de Armas y Pabellón Nacional.

14 de abril de 1823
El soberano congreso constituyente mexicano, a consecuencia de la consulta de gobierno, de 9 de corriente, sobre si ha de variarse o no el escudo de armas y pabellón nacional, se ha servido decretar.
1º.- Que el escudo sea al águila mexica, parada en el pie izquierdo, sobre un nopal que nazca de una peña entre las aguas de la laguna, y agarrando con el derecho una culebra en actitud de despedazarla con el pico; y que orlen este blasón dos ramas, la una de laurel, y la otra de encina, conforme el diseño que usaba el gobierno de lo primeros defensores de la independencia.

2º.- Que en cuanto al pabellón nacional, se esté al adoptado hasta aquí, con la única diferencia de colocar el águila sin corona, lo mismo que deberá hacerse en el escudo.(Sic)

Esta bandera nunca fue suprimida o cambiada en forma oficial por los gobiernos republicanos de México, tanto los de corte federalistas como centralistas entre 1823 y 1880, aunque en la práctica existieron multitud de diseños, tamaños y hasta disposiciones de color, por ejemplo la bandera del Batallón de San Blas tiene los colores rojo y verde intercambiados, otro cambio menor pero que aún causa controversias, ocurrió durante la revolución de Ayutla y la guerra de Reforma los grupos liberales mostraban al águila mirando hacia el color verde, a la izquierda del observador, para diferenciarse de los grupos conservadores, en cuyos escudos las águilas miraban al rojo o a la derecha, tal y como era oficialmente.

## Segundo Imperio mexicano

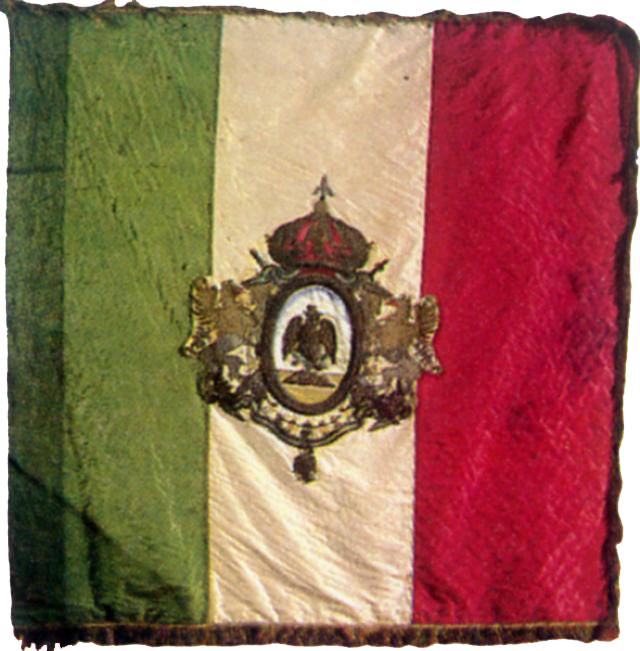
Bandera del Segundo Imperio.

Luego de la caída de la Ciudad de México en el contexto de la invasión francesa, la Regencia del Imperio Mexicano, el grupo conservador que restableció la monarquía, modificó mediante un decreto el 20 de septiembre de 1863, el escudo nacional, sin embargo tanto la bandera como el emblema dentro de ella permanecieron tal como fueron usados por el gobierno conservador durante la guerra de Reforma.
Establecido el emperador Maximiliano I, se emitió un nuevo decreto el 1 de noviembre de 1865 para modificar el escudo, que en esta ocasión sí haría parte de la bandera, de hecho se establecieron seis banderas oficiales, un pabellón imperial, una de guerra, una nacional, una mercante, un gallardete de marina y la bandera de los cuerpos del ejército. La que fungía como enseña nacional guardó las dimensiones, colores y distribución de la tradicional bandera mexicana, con el añadido del escudo nacional enmarcado en los signos heráldicos de la Dinastía Habsburgo. Sin embargo, la limitada área de dominio del Segundo Imperio Mexicano y la poca difusión de estos emblemas evitó su uso generalizado, por lo que esta versión de la bandera fue solo oficial en aquellos territorios con control efectivo del imperio.

”MAXIMILIANO, EMPERADOR DE MEXICO:

Visto lo determinado en el Art. 78 del Estatuto.
DECRETAMOS
El Escudo de armas del Imperio es de forma oval y campo azul: lleva en el centro el águila del Anáhuac, de perfil pasante, sostenida por un nopal, soportado por una roca inundada de agua, y desgarrando la serpiente: la bordura es de oro, cargada de los ramos de encina y laurel, timbrado con la corona imperial: por soportes tiene los dos Grifos de las armas de Nuestros mayores, mitad, la parte superior negra y la inferior de oro; y por detrás en sotuer el cetro y la espada: está rodeada del collar de la Orden del Águila Mexicana, y por divisa: “Equidad en la Justicia”. Todo conforme al modelo que se acompaña, señalado con el número 1.
Los colores del pabellón nacional son: el verde, el blanco y rojo, colocados paralelamente a la asta en el mismo orden en que se enumeran y en iguales dimensiones cada uno.
Los adornos del Imperial son, el Escudo de armas sobre el color blanco, y cuatro águilas sobre el nopal, coronadas, en los cuatro ángulos del pabellón.
El de guerra no tiene más adorno que el águila coronada sobre el nopal en el centro del color blanco.
Para que la forma sea regular y una sola, se cuidará dar a los pabellones a lo largo dobles dimensiones que a lo ancho; a las banderas de los cuerpos iguales dimensiones a lo largo que a lo ancho, y que el gallardete sea veinte veces más largo que ancho en su nacimiento, como se pone a la vista por medio de los diseños adjuntos a este decreto, en la estampa marcada como número 2.
Nuestro Ministro de Estado queda encargado de la ejecución de este decreto.

Dado en México, a 1o. de noviembre de 1865.-MAXIMILIANO…(Sic)

De este decreto el llamado «pabellón imperial» es el que se conoce comúnmente como la bandera del segundo imperio pero era solo para uso de los emperadores y solo se usaba cuando estaban presentes; El llamado «nacional» por su parte es poco conocido pero se componía de una bandera tricolor sobre la cual se colocaba al centro de la franja blanca el escudo del imperio o un poco más comúnmente se dejaba sin el escudo; La llamada «bandera de guerra» era muy parecida a la bandera oficial del primer imperio, solo que tenía el águila de frente como se usaba al centro del escudo del imperio; la «bandera mercante» y el «gallardete de Marina» era para general de los navíos civiles, mercantes y de la armada imperial, tenía el civil el escudo nacional y el de la marina armada el escudo de guerra, dicho de paso la Armada Imperial fue prácticamente inexistente. Caso aparte es el caso de la bandera o pabellón para los cuerpos del ejército que son cuadradas, mientras el resto tenían la proporción de (1:2). Obviamente este decreto no duro más que el imperio y solo se aplicó donde su poder llegó.

## Restauración republicana
Durante la resistencia republicana contra la invasión francesa y el imperio, y sin llegar entonces a ser oficial, se empleó una bandera cuyo escudo modificaba la tradicional posición adosada e invertida (afrancesada) de las alas del águila, por una postura de alas plenamente extendidas; esta versión denominada «águila juarista o republicana», tenía como simbolismo práctico, distinguirse del águila imperial, siendo alegoría de la libertad del pueblo. La enseña fue retomada, aunque nunca oficializada, luego de la restauración republicana en 1867 y se usó de manera habitual hasta 1880.

## Porfiriato
Entre 1823 y 1880, oficialmente siguió en uso la bandera definida en el decreto del 14 de abril de 1823, pero en una infinita multitud de variaciones tanto del escudo como de tonalidades en los colores y dimensiones; por eso, luego de salir triunfante del Plan de Tuxtepec, el entonces presidente Porfirio Díaz se dio a la tarea de normalizar el caótico uso de la bandera y el escudo, emitiendo un decreto que en buena medida reguló el uso y el modelo del escudo, pero olvidó la bandera la cual poco a poco se fue regularizando. 
Por eso el entonces secretario de Instrucción Pública Carlos Diez Gutiérrez hizo saber por medio de una circular que estaba en vigor el decreto del 14 de abril de 1823, y que debía usarse ese escudo como el oficial, esta circular del 30 de diciembre de 1880 fue un poco ambigua, ya que no existía un modelo conocido del original, por lo cual se dio la encomienda al artista Tomas de la Peña el diseño de un modelo de escudo, su esbozo no se apartó mucho del modelo general afrancesando que se venía usando desde 1823, ese diseño se usó con algunas variaciones hasta 1916. 
En 1898 se dio a conocer otro diseño que no se apartaba mucho del anterior, se dice que incluso era un poco más germánico que afrancesado, el diseño fue obra de Juan de Dios Fernández y al usarse cerca de las festividades del Centenario de la Independencia Mexicana se le conoció popularmente como el «Águila del Centenario».

## Revolución mexicana
Luego de que en 1914 mediante el Plan de Guadalupe, Venustiano Carranza desconociera el gobierno de Victoriano Huerta, formó el llamado Ejército Constitucionalista; el cual de principio siguió usando banderas de la época porfirista, mismas que usaba el Ejército Federal que era leal a Huerta. Tratando de distinguir a sus fuerzas se dio a la tarea de crear un nuevo escudo el cual fue oficializado hasta el 20 de septiembre de 1916, por medio de un decreto, este edicto solo modificó el escudo, mientras la bandera no recibía ninguna modificación o definición de su forma, aunque ya se usaba más alargada que cuadrada; además de esto como nunca se depositó el llamado «Escudo Modelo», no se definió la forma oficial de la bandera y se usaron al menos dos escudos de manera formal. 
No obstante, este suceso resultó significativo, pues se trató de la primera modificación profunda o radical al diseño original de Iturbide de 1821, ya que  desde entonces el águila, coronada o no, envuelta en signos heráldicos, con o sin serpiente, siempre se había mostrado en la misma posición, con el cuerpo de frente; en esta ocasión el proyecto corrió a cargo de Antonio Gómez Rodríguez, quien pintó al ave con las alas abiertas y levantadas, la cola baja y extendida, parada con la pata izquierda sobre un nopal, mientras que con la otra garra sujeta una serpiente de cascabel en actitud de despedazarla con el pico, rodeada por lo bajo de ramas de encina y laurel entrelazadas por una cinta, y como mayor innovación, su cuerpo estaba de perfil mirando a la izquierda con la cabeza inclinada.

## Periodo posrevolucionario

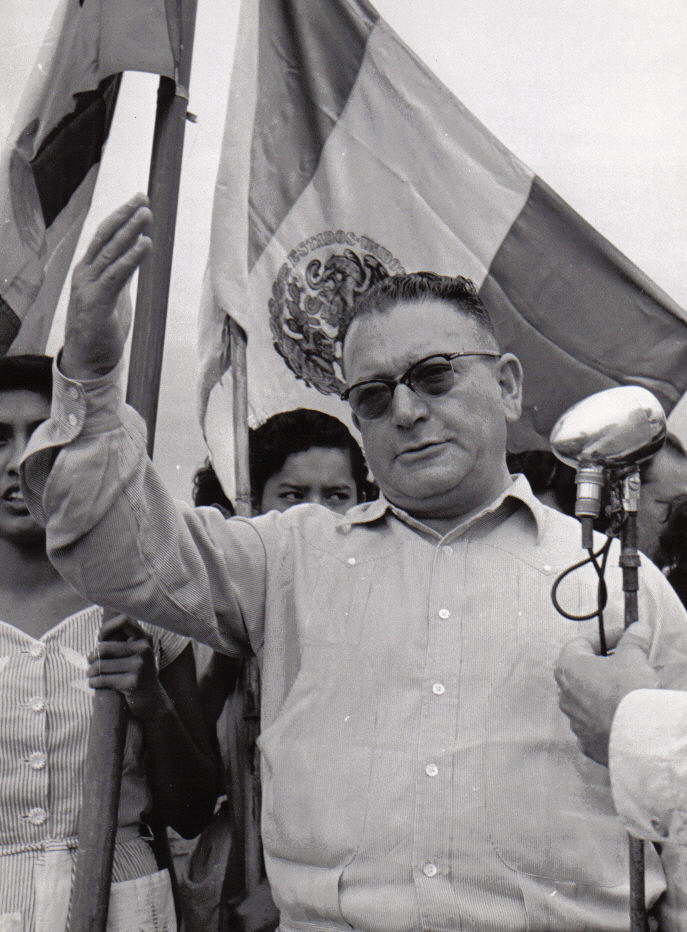
Fotografía de Miguel Henríquez Guzmán, candidato del Partido Constitucionalista Mexicano en 1952. Nótese al fondo la bandera con el sello en vez del escudo.

El inconveniente burocrático de no haber hecho la autentificación del escudo elaborado en 1916 por Antonio Gómez Rodríguez, ante el Instituto Nacional de Bellas Artes, como estaba contemplado, ocasionó la misma discrepancia en los diseños del escudo durante varios años, en banderas oficiales, comerciales, civiles, monedas, medallas e incluso en obras artísticas en las que se le representó. En 1934 se encomendó a Jorge Enciso un diseño basado en el de Gómez Rodríguez, que a la vez integrara elementos generales de los representaciones originales del escudo.
No obstante, al oficializarse un nuevo escudo para uso exclusivo en banderas por el decreto del 5 de febrero de 1934, no se dijo nada sobre la bandera por lo que esta siguió sin una forma oficial, aunque ese mismo año si se le dio un día oficial para su conmemoración, llamado entonces como “Día de la Bandera y Escudo Nacional” y que se celebra desde entonces cada 24 de febrero. Como antes por diferentes situaciones las banderas usadas entre 1934 y 1968 variaron mucho en cuanto al escudo usado, para principio de cuentas se le había suprimido el círculo exterior al escudo oficial, y los colores de la bandera no se habían normalizado y menos aun las dimensiones, aunque para 1960 ya era habitual usarse las proporciones de cuatro partes de ancho por siete de largo (4:7).

## Bandera actual
La bandera actual, llamada la «Cuarta Bandera Nacional», fue la primera cuya regulación alcanzó el grado de ley, acompañada de los otros dos símbolos patrios, contó por fin con un marco normativo que regulaba sus medidas, rasgos, protocolos y restricciones. La «Ley sobre las características y el uso del Escudo, la Bandera y el Himno Nacionales», fue aprobada por el congreso el 23 de diciembre de 1967 y publicada en el «Diario Oficial de la Federación» el 17 de agosto de 1968, esa bandera ya tenía oficialmente las proporciones de (4:7) pero hasta el 24 de febrero de 1969 siguió usando el modelo de escudo de 1934 aunque con muchos cambios.
El nuevo escudo que se usa hasta la actualidad, fue obra de los arquitectos Pedro Moctezuma Díaz Infante y Francisco Eppens Helguera, su diseño se diferenciaba sobre todo del modelo de 1934, en el uso de elementos más cercanos a las representaciones en códice del mito tenochca (esencialmente el Códice Mendoza), por ejemplo un glifo náhuatl para representar el lago, el cual es adornado con glifos de caracoles y joyas, un plumaje más estilizado y una serpiente más expresiva. 
Pero como el caso anterior su representación tuvo problemas, de principio, no se previó un modelo de escudo para las banderas de uso civil, lo que más fue observado desde entonces, fue como se debía representar el escudo en el adverso, por eso en 1984 se creó una nueva ley, que tampoco definió la forma de representar el escudo al adverso, esa ley con cambios y adiciones posteriores es la vigente hasta hoy, es la llamada «Ley sobre el Escudo, la Bandera y el Himno Nacionales».
Una posible razón para el rediseño de la «Cuarta Bandera Nacional» en 1968 fue que la Ciudad de México era la anfitriona de los juegos de la XIX Olimpiada. En el mismo período, la bandera tricolor sin el escudo que era utilizada por México como su emblema mercante y fue legalmente suprimida. La razón fue que sin el Escudo Nacional, la bandera era prácticamente igual a la bandera italiana.
Desde 1984 hubo un debate acerca de cómo debería ser mostrado el escudo al reverso de la bandera, para lo cual hubo un cambio a la ley que gobierna el uso de la bandera, para permitir que el águila fuera mostrada de perfil derecho en el reverso de la bandera nacional. El decreto publicado el martes 9 de mayo de 1995 establece la reforma al segundo artículo de la Ley sobre el Escudo, la Bandera y el Himno Nacionales indicando:

CAPITULO SEGUNDO

De las características de los Símbolos Patrios
… Cuando el Escudo Nacional se reproduzca en el reverso de la Bandera Nacional, el águila mexicana se presentará posada en su garra derecha, sujetando con la izquierda y el pico la serpiente curvada. (Párrafo adicionado DOF 9-5-1995) …